# Ich war eine glückliche Frau
Ich war eine glückliche Frau ist ein deutscher Fernsehfilm aus dem Jahr 2017. Martin Enlen führte Regie bei dem vom Hessischen Rundfunk produzierten Ehe- und Nachbarschaftsdrama. Eine kranke Frau blüht angesichts des vermeintlichen Glücks ihrer jüngeren Nachbarn auf, bis die Illusion zusammenbricht.

## Handlung
Eva Sanders ist frisch geschieden und gerade mit ihren Kindern in Frankfurt in ein neues Haus gezogen. Unerwartet erhält sie einen Anruf ihres ehemaligen Nachbarn Hermann Blok, seine Frau sei gestorben und er hätte etwas Wichtiges mit Eva zu besprechen. Wunschgemäß reist Eva zu ihm. Von seinem Haus hat sie einen direkten Blick hinüber zu ihrem alten zu Haus und die Erinnerungen werden in ihr wach. Ihrem Mann war eigentlich schon bei ihrem Einzug klar, dass man hier unter Beobachtung der Nachbarschaft steht. Mit den Bloks haben sie sich vom ersten Tag an gut verstanden. Deshalb tut es Eva sehr leid, dass Sylvia Blok so plötzlich gestorben ist. Allerdings hat sich ihre neurologische Erkrankung schon seit einigen Jahren abgezeichnet. Die einst so aktive und kluge Frau musste akzeptieren, dass vieles nicht mehr so geht wie früher. Mit der Zeit konnte sie das Haus nicht mehr verlassen. Hermann Blok berichtet Eva bei ihrem Besuch, dass seine Frau allerdings aufzuleben schien, als sie eine Buche in ihrem Garten umgepflanzt hatten. Sie erfährt aber auch, dass Sylvia Blok fortan fast acht Stunden täglich am Fenster saß und die Sanders beobachtete. Abends berichtete sie ihrem Mann, was so bei ihren Nachbarn tagsüber passiert war. Eva ist verärgert nun hören zu müssen, dass sie regelrecht „gestalkt“ wurden, ohne es zu merken. Es beruhigt sie, dass dies nicht aus Sensationslust geschah, sondern deshalb, weil sich die Frau der Familie emotional verbunden fühlte und einfach nur Anteil an ihrem Leben nehmen wollte. Zudem gaben ihr die Beobachtungen neuen Lebensmut und sie und freute sich an dem Familienglück ihrer Nachbarn. Sie bildete sich ein, ein Teil dieser Familie zu sein. Bei ihren Beobachtungen projizierte sie allerdings auch all das hinein, was sie in ihrem Leben nicht erreicht hatte.
Als Herman Blok dies so rührend berichtet, muss ihm Eva gestehen, dass dieses Glück trügerisch war. Ein Familienfest im Garten, das den Bloks harmonisch und glücklich erschien, war für die Sanders schon fast der Anfang vom Ende. Während für Frau Blok das Leben offenbar neu begann, als die Buche umgepflanzt wurde und sie nun freien Blick auf das Nachbargrundstück hatte, war es bei den Sanders genau umgekehrt. Immer mehr hatte sich die Unzufriedenheit in Evas und Jans Leben eingeschlichen. Jan wurde mehr und mehr getrieben, etwas in seinem Leben zu ändern. Zuerst war es nur ein umgepflanzter Baum, ein umgehängtes Bild, aber schon bald ließ er sich einfallen, allein auf eine Pilgerreise zu gehen. Der Streit darüber fand im Haus statt und war von den Nachbarn nicht zu sehen. Eva wurde klar, dass ihr Mann derzeit mit nichts mehr zufrieden war. Der Riss war unübersehbar und nur noch eine Frage der Zeit, bis ihre Ehe auseinanderbrechen würde. Als Jan von seiner Reise zurückkam, war er wie ausgewechselt. Eva war klar, das dies nur damit zusammenhängen kann, dass Jan sich in eine andere Frau verliebt hat.
Nebenan hatte inzwischen auch Sylvia Blok erkannt, dass sich bei den Sanders Unglück ankündigt. Da sie sich als Teil dieser Familie fühlte, meinte sie, ein paar kleine Korrekturen vornehmen zu müssen. Deshalb überredete sie ihren Mann, den Sanders ihr Ferienhaus am Meer zur Verfügung zu stellen, weil die Bloks es selber nicht mehr nutzen konnten. Doch Jan hatte schon für sich entschieden, sich eine eigene Wohnung und eine Auszeit zu nehmen. An dem Tag, als er seine Familie verließ, hatte Sylvia Blok einen Zusammenbruch und wurde zum Pflegefall. Als sie wieder ansprechbar war, erkundigte sie sich sofort nach ihren Nachbarn, und Hermann Blok begann sie anzulügen. Angeblich hätten sich die Sanders wieder versöhnt und alles wäre wieder in Ordnung. Deshalb konnte er seine Frau nicht wieder zu sich nach Hause holen, solange bei seinen Nachbarn nicht wieder die „Heile Welt“ an der Tagesordnung wäre. Der Versuch Bloks, Jan zu überreden wieder zu seiner tollen Frau und den Kindern zurückzukommen, scheiterte. Daher beschattete er Jan und redete heimlich mit dessen neuer Freundin, dass sie Jan gehen lassen solle. Doch auch das hatte keinen Erfolg, weil er unter falschen Annahmen einen Brief Jans zurückhielt, in dem dieser seine Frau um Verzeihung bat.

## Hintergrund
Das Drehbuch schrieb Edda Leesch nach der Erzählung Ik droom dus von Margriet de Moor. Die Redaktion lag bei Liane Jessen. Die Dreharbeiten fanden im August und September 2016 überwiegend in Oberursel sowie in Frankfurt am Main statt.
Die Uraufführung war am 9. September 2017 beim Festival des deutschen Films in Ludwigshafen am Rhein, wo Ich war eine glückliche Frau für den Filmkunstpreis nominiert war. Die Erstausstrahlung im Ersten am 18. Oktober 2017 lief parallel zu einem im ZDF ausgestrahlten Champions-League-Spiel des FC Bayern München und erreichte 4,18 Mio. Zuschauer, was einem Marktanteil von 13,7 Prozent entsprach.

## Kritiken
Tilmann P. Gangloff von Tittelbach.tv zieht folgendes Urteil: „Obwohl der Film fast nur aus Dialogen besteht, wirken die Darbietungen dank Petra Schmidt-Schaller und Rainer Bock nie bühnenhaft, im Gegenteil; in den stärksten Szenen kommt Regisseur Enlen ganz ohne Worte aus. Ein Vier-Personen-Stück. Eine vorzüglich gespielte Parabel über Schein & Sein. Eine scharfsinnige, ungewöhnlich erzählte Geschichte, die reich ist an Lesarten & Subtexten; und dass sie nicht den Schulterschluss mit dem Krimi sucht, macht sie besonders wertvoll!“
Bei Quotenmeter.de wertete Julian Miller: „Das unnötige, zum Rest des angenehmen Duktus völlig unpassende Voice-Over, das einige Schlüsselmomente des Films kommentiert und ihn mit pseudophilosophischen Gedanken zu Beginn und Ende einrahmt, schmälert die gelungene Wirkung dieses ansonsten gänzlich unprätentiösen Films etwas. Doch insgesamt macht er sehr viel aus der interessanten, innovativen Perspektive, mit der er das Leben seiner Protagonisten betrachtet, und stellt im Titel eine zweischneidige Disposition in Aussicht, die er gekonnt zu kommentieren versteht“.
Ulrich Feld von der FNP meinte: „Martin Enlen und Drehbuchautorin Edda Leesch erzählen die Geschichte vom Ende her. Die Kluft zwischen Sein und Schein in der Geschichte um eine betrogene Ehefrau entwickelt einen beachtlichen Sog, auch durch Petra Schmidt-Schaller: Wer könnte die Zerbrechlichkeit von bürgerlichem Glück und Lebensentwürfen besser und einnehmender verkörpern als Schmidt-Schaller, wenn sie am Ende mit nackten Füßen durch eine Wiese geht?“
Bei der FAZ urteilte Axel Weidemann: „Der Film ‚Ich war eine glückliche Frau‘ blickt auf den Zerfall von Beziehungen. Eine scheinbar heile Familie birgt ein dunkles Geheimnis, und die Nachbarin sieht nur, was sie sehen will. Die Frage ist, was uns das sagen soll.“

## Auszeichnungen
2017 wurde der Regisseur Martin Enlen beim Festival des deutschen Films in Ludwigshafen mit dem Publikumspreis für Ich war eine glückliche Frau ausgezeichnet. Petra Schmidt-Schaller gewann die Goldene Kamera 2018 als beste deutsche Schauspielerin für ihre Rollen in Ich war eine glückliche Frau und Keine zweite Chance.